# Agnus Dei (Zurbarán)
Pour les articles homonymes, voir Agnus Dei (homonymie).
Agnus Dei est un tableau de Francisco de Zurbarán qui se trouve au musée du Prado de Madrid, en Espagne. Cette huile sur toile, réalisée entre 1635 et 1640, mesure 38 cm de haut et 62 cm de large.
Francisco de Zurbarán en a fait six versions, qui diffèrent peu entre elles. Le gouvernement de Catalogne a déclaré sa version « bien d'intérêt national ».
Il comporte une inscription des Actes des Apôtres 8:32, qui, traduite en français, est : « Comme une brebis, il fut conduit à l’abattoir ; comme un agneau muet devant le tondeur, il n’ouvre pas la bouche. ». Le traitement est fortement naturaliste, les pattes sont attachées.

## Versions

### Musée du Prado
C'est la version la plus achevée. Elle est montrée dans l'exposition permanente du musée du Prado de Madrid.

### Collection Salvado Plandiura
Cette version est également connue comme le « mouton aux pattes attachées », exposée à Barcelone dans la collection Salvado Plandiura.

### Musée d'art de San Diego
Cette version plus petite, qui se trouve au musée d'art de San Diego, a été léguée par Anne et Amy Putnam.